# اسلوونی
اسلوونی (به اسلونیایی: Slovenija) با نام رسمی جمهوری اسلوونی (به اسلونیایی: Republika Slovenija) کشوری در جنوب اروپای مرکزی است که پایتخت و بزرگ‌ترین شهر آن لیوبلیانا می‌باشد. این کشور در سال ۲۰۰۴، به عضویت ناتو درآمد.
اسلوونی از سوی غرب با ایتالیا، از شمال با اتریش، از جنوب و جنوب شرقی با کرواسی و از سمت شمال شرق با مجارستان هم‌مرز است. اسلوونی یک جمهوری پارلمانی است و از اقتصاد و وضعیت اجتماعی پیشرفته‌ای برخوردار است. ۶۱ درصد از مردم اسلوونی مسیحی و بقیه بی‌دین یا پیرو دیگر ادیان هستند.
این کشور تا سال ۱۹۹۱ جزئی از کشور یوگسلاوی بود و پس از آن تاریخ مستقل گردید. اسلوونی شمالی‌ترین بخش جمهوری فدراتیو یوگسلاوی سابق بوده است و در سال ۱۹۹۱ و پس از یک درگیری مختصر نظامی (جنگ ده روزه) با صربستان، در ۲۵ ژوئن همان سال استقلال خود را اعلام کرد. این جمهوری، همواره پل ارتباطی شبه‌جزیرهٔ بالکان با مرکز و غرب اروپا بوده است. بخش زیادی از این کشور، کوهستانی است و اکثر جمعیتش، در شهر لیوبلیانا و حومهٔ آن زندگی می‌کنند.
جمعیت اسلوونی دو میلیون و شصت هزار نفر است. واحد پول این کشور یورو و زبان رسمی آن اسلوونیایی است. اسلوونی از اعضای اتحادیه اروپا و پیمان ناتو است.

## تاریخ
اسلوونی نظیر کرواسی زیر سلطهٔ امپراتوری عثمانی نرفت ولی قدرت‌های ناحیه‌ای اروپایی نظیر جمهوری ونیز و باواریا به ویژه امپراتوری اتریش-مجارستان قرنها بر این قسمت حاکمیت داشتند. حکومت محلی باواریا از قرن هفتم و هم‌زمان با ورود اسلاوها به اسلوونی بر آن دست یافت و تا قرن سیزدهم و ورود امپراتوری اتریش-مجارستان به حضور خود ادامه داد. منطقه اسلوونی امروزی قرن‌ها متعلق به اتریش بود. اسلوونی‌ها در این دوره در مناطق مختلف خالصه و دوک‌نشین اتریشی زندگی می‌کردند.
در سال ۱۸۶۶ برخی از نواحی اسلوونی‌نشین جزئی از ایتالیا شدند. اسلوونی در سال ۱۹۱۸، بخشی از کشور کوتاه‌مدت «اسلوونی‌ها، کروات‌ها و صرب‌ها» (SHS) شد، و پس از آن و از سال ۱۹۱۸ به بعد اسلاونی در زمرهٔ جمهوریهای سه‌گانه پادشاهی یوگسلاوی قرار گرفت. در آن زمان، در دوره ۱۹۱۹–۱۹۲۰، مرزهای اسلوونی در پیمان سن ژرمن (مرز شمالی)، پیمان راپالو (مرز غربی) و پیمان تریانون (مرز شمال شرقی) تعیین شد.

جمهوری سوسیالیستی اسلوونی یکی از بخش‌های جمهوری فدرال سوسیالیستی یوگسلاوی بود.

پس از اشغال اسلوونی در سال ۱۹۴۱، که در آن خاک این کشور بین آلمان، ایتالیا و مجارستان تقسیم شد، جبهه آزادیبخش اسلوونی مبارزه شدیدی را برای آزادی آغاز کرد و این جبهه در این نبرد به پارتیزان‌های تیتو پیوست. در ۱۰ اوت ۱۹۴۵، اسلوونی با عنوان «جمهوری خلق اسلوونی» تبدیل به بخشی از جمهوری فدرال سوسیالیستی یوگسلاوی شد. این واحد سیاسی جدید چند ماه بعد، در پی یک انتخابات غیرآزاد که در ۱۱ نوامبر برگزار شد، جمهوری خلق فدرال یوگسلاوی، نام گرفت و باری دیگر پس از آن، در ۱۹۶۳–۱۹۹۱، نام آن به جمهوری فدرال سوسیالیستی یوگسلاوی (SFRJ) تغییر نام داد.
پس از ۱۹۴۴ در کنار پاکسازی‌های سیاسی، پاکسازی قومی نیز در اسلوونی صورت گرفت. در آن زمان آلمانی‌تباران بومی اسلوونی به همراه آلمانی‌های مهاجری که توسط نازی‌ها به اینجا فرستاده شده‌بودند از کشور اخراج شدند. این آلمانی‌ها به تعداد ده‌ها هزار نفر به‌ویژه در چند شهر و حومه آن‌ها ازجمله ماریبور (ماربورگ)، چلیه (چیلی)، پتوی (پتاو) سکونت داشتند.
با ضمیمه شدن منطقه ایستریا به یوگسلاوی بیشتر ایتالیایی‌ها ساکن نواحی کرانه‌ای ایستریا نیز از کشور اخراج شدند.
اسلوونی ثروتمندترین جمهوری در فدراسیون یوگسلاوی بود. در ۷ مارس ۱۹۹۰ نام «جمهوری سوسیالیستی اسلوونی» به «جمهوری اسلوونی» تغییر کرد. اسلوونی در سال ۱۹۹۱ کشوری مستقل شد. پیش از این استقلال جنگی ده‌روزه درگرفت، که با توافق‌نامه بریونی متوقف شد. اسلوونی در ۱ مه سال ۲۰۰۴، به اتحادیه اروپا پیوست و پس از آن نیز عضو ناتو شد. یکم ژانویه ۲۰۰۷، اسلوونی رسماً به منطقه یورو پیوست و واحد پول پیشین یعنی تولار اسلوونی را کنار گذاشت.

## سیاست

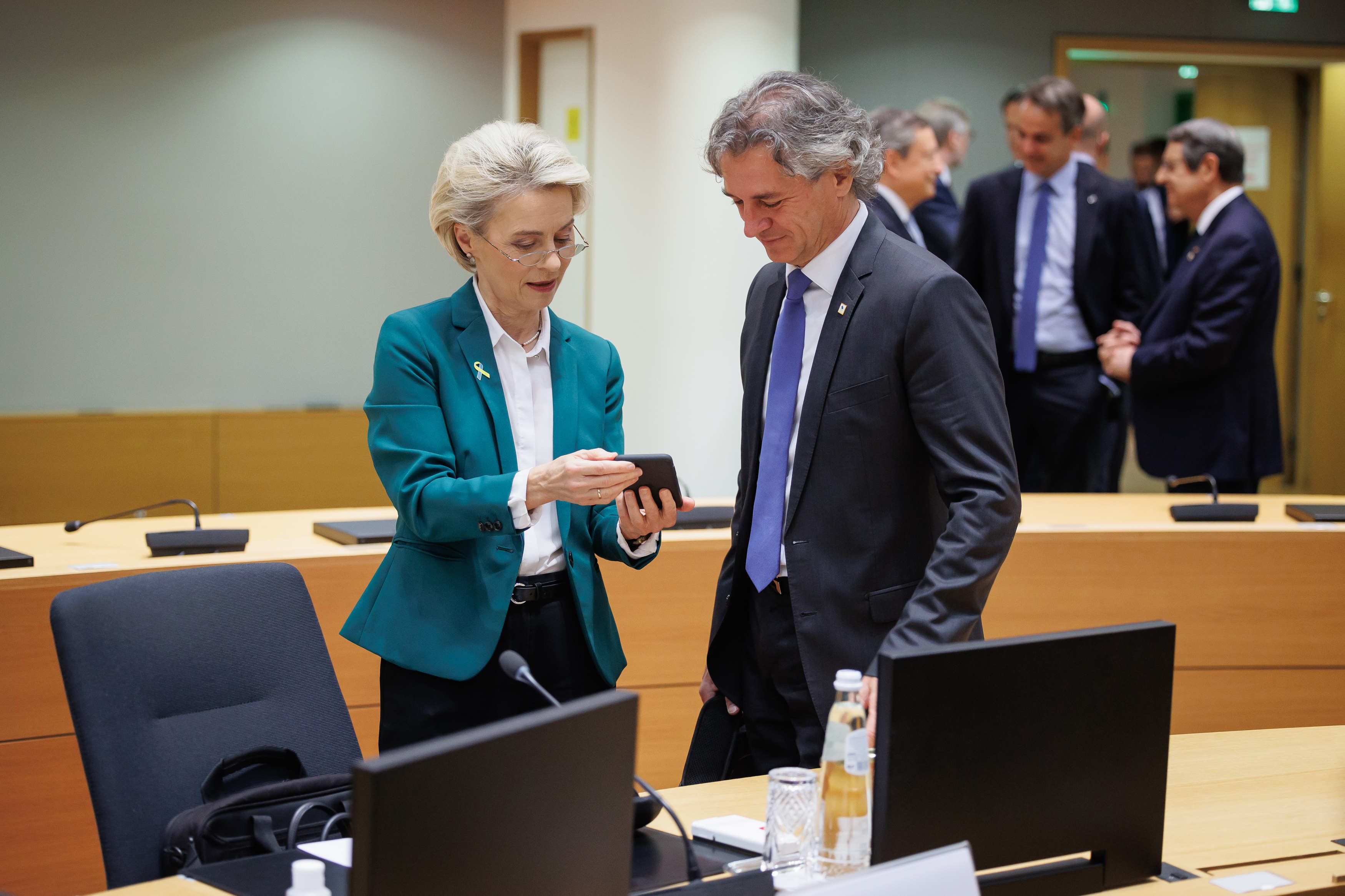
رابرت گولوب نخست‌وزیر اسلونی و اورزولا لاین رئیس کمیسیون اروپا

پس از درگذشت «یانزدرونشکا» رئیس‌جمهور سابق اسلوونی، «دانیلو تورک» از اواخر سال ۲۰۰۷ میلادی به سمت رئیس‌جمهور این کشور برگزیده شد.
اداره هیئت دولت اسلوونی نیز با نخست‌وزیر یانیز یانسا است. همچنین مجلس نمایندگان اسلوونی ۹۰ عضو دارد که برای دوره‌های چهارساله به نمایندگی انتخاب می‌شوند.
احزاب لیبرال دمکرات، اسلوونی جدید، دمکرات اسلوونی، حزب ملی اسلوونی، حزب مردم و سوسیال دمکرات در این کشور فعالیت سیاسی دارند.
دادگاه قانون اساسی اسلوونی والاترین قدرت قضایی در این کشور است که از ۹ قاضی تشکیل شده است قاضی‌ها توسط مجلس شورای ملی برای یک دورهٔ نه ساله انتخاب می‌شوند.

## جغرافیا

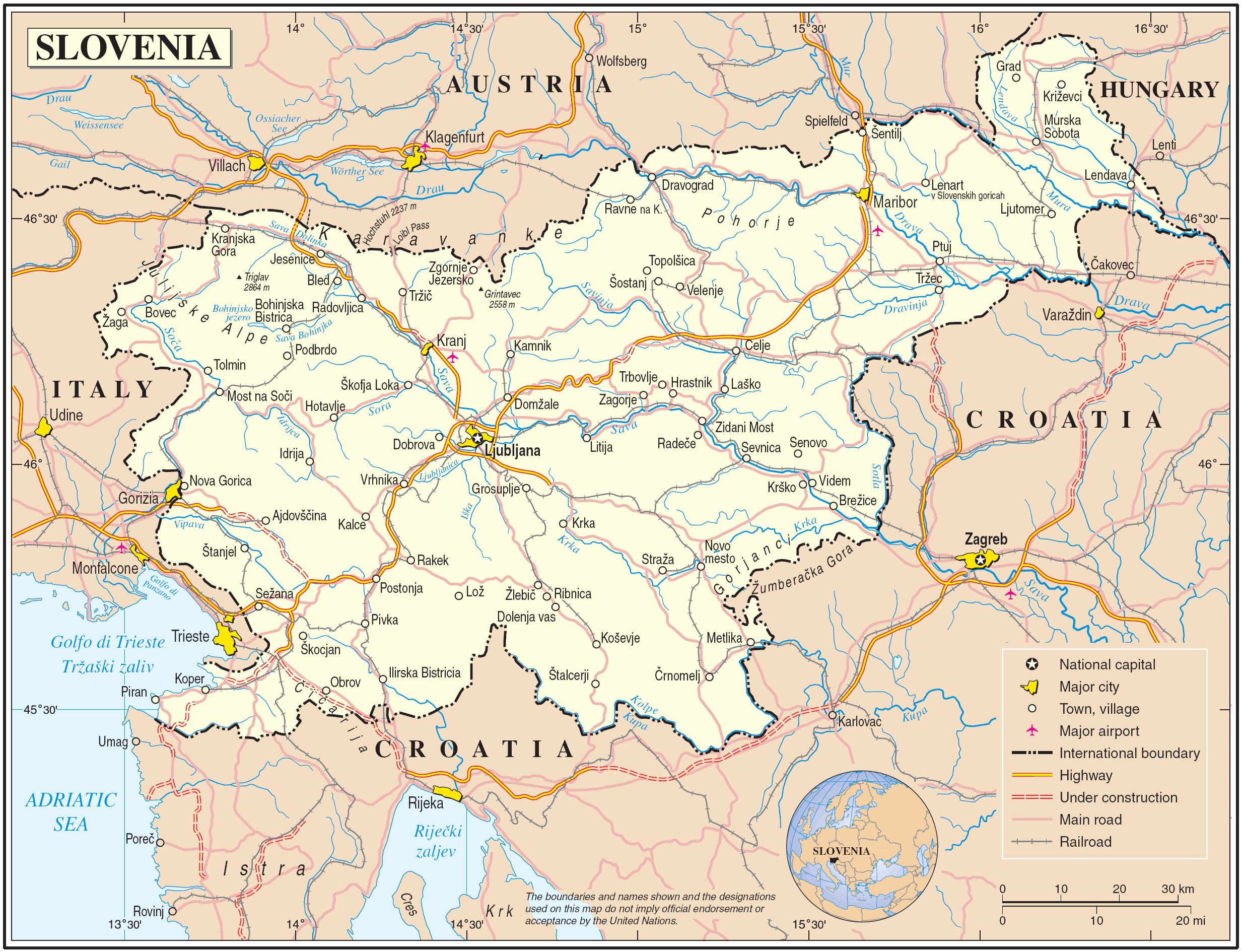
نقشه اسلوونی

کشور اسلوونی با ۲۰٬۲۷۳ کیلومتر مربع (۷۸۲۷ مایل مربع) مساحت در مرکز قاره اروپا و در مجاورت رشته کوه آلپ و دریای آدریاتیک واقع است. محیط ۲۸۳۱ کیلومتری اسلوونی از سمت شمال به اتریش، از سمت شرق به مجارستان، از سمت جنوب به کرواسی و از سمت غرب به ایتالیا محدود می‌شود.
اسلوونی سرزمین ناهموار با آب و هوای متنوع است. مناطق شمالی آب و هوایی سرد و کوهستانی و مناطق جنوبی و غربی آب و هوایی معتدل دارند. پست‌ترین بخش این سرزمین در ساحل دریای آدریاتیک (هم‌سطح آب‌های آزاد جهان) و بلندترین نقطه آن در قلّه «تری گلاو» با ۴۶۸۲ متر ارتفاع واقع است.
مراتع طبیعی و دشت‌های سرسبز بیش از ۰۲ درصد از خاک اسلوونی را شامل می‌شوند و حداقل ۸۲ درصد از پهنه این سرزمین مستعد کشاورزی است.
پراکندگی جمعیت در اسلاونی از شرایط توپوگرافیک تابعیت می‌کند به‌گونه‌ای که با غلبه شدید ناهمواری‌ها، ساکنان اولیهٔ آن یعنی اسلاوها به دنبل مسطحترین مناطق بوده و هرجا به نقطه‌ای صاف و هموار رسیده‌اند در آنجا مستقر شده و از آن‌جا که این نوع محدوده‌های در اسلاونی کمتر به چشم می‌خورد با نگاه به نقشهٔ دموگرافیک موجود متوجه عدم تعدد در مراکز جمعیتی شهری و روستایی می‌شویم. در این میان دو شهر لوبیانا و ماریبور بزرگ‌ترین دشت‌های واسطه‌ای را به خود اختصاص داده‌اند.
افزایش آلاینده‌های صنعتی در رود ساوا که درست از وسط اسلوونی عبور می‌کند و بالا رفتن غلظت ذرات معلق در هوای شهرهای صنعتی و نیز فرسایش بی‌رویه جنگل‌ها، از مهم‌ترین مشکلات زیست‌محیطی این سرزمین قلمداد می‌شود.

## اقتصاد

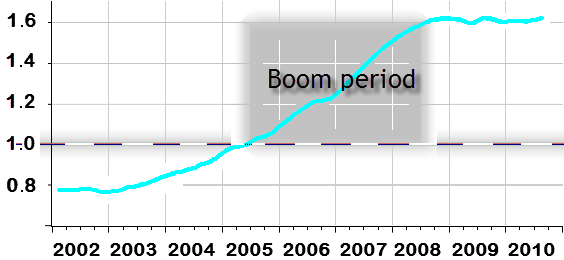
نمودار رشد اقتصادی اسلوونی، شامل جهش اقتصادی در سال‌های ۲۰۰۵–۲۰۰۸

اگرچه وسعت اراضی کشاورزی بسیار اندک است، ولی وجود چراگاه‌های کوهستانی باعث رونق دامپروری شده‌اند.
در قسمتهای شمال غربی، معادن عظیمی از جیوه قرارگرفته است، که همراه با صنایع سبک و صنعت گردشگری، نقش مهمی در تأمین درآمدهای کشور، ایفا می‌کنند. در سالیان اخیر، رشد صنایع دستی و محلی در این کشور، بسیار چشمگیر بوده است.
اسلوونی دارای ذخایر غنی از قلع، روی، زغال‌سنگ و سنگ‌های ساختمانی است. از سوی دیگر، عبور رودخانه ساوا از داخل این کشور باعث شده تا ظرفیت قابل‌توجهی از توان تولید انرژی الکتریکی در اسلوونی ایجاد شود.
اسلوونی با پیروی از یک مدل اقتصاد باز به یکی از کشورهای موفق در حوزه بالکان تبدیل شده و برای سرمایه‌گذاران شرق اروپا به مثابه یک بهشت اقتصادی است.

گروه پترول شرکت نفت و گاز اسلوونیایی

اسلوونی در ضمن، سالانه پنج میلیون مترمکعب گاز طبیعی استخراج می‌کند که بخش ناچیزی از تقاضای مصرف داخلی خود را پوشش می‌دهد. اسلوونی به عنوان کشوری با پتانسیل‌های قوی اقتصادی در اتحادیه اروپا در بخش صنایع الکترونیک، مکانیک، تجهیزات مخابراتی و نیروگاه سازی به خصوص در ساخت دریچه‌های سد صاحب فناوری است.
این کشور در بخش کشاورزی تولیدکننده فراورده‌هایی همچون سیب‌زمینی، نخود، گندم، نیشکر، ذرت و لوبیا و در بخش دامپروری و شیلات تولیدکننده گوشت و پشم گاو و گوسفند و نیز فراورده‌های شیلاتی است.
صنایع ذوب و ریخته‌گری آلومینیوم، قلع و روی مهم‌ترین بخش ذوب فلزات اسلوونی را تشکیل می‌دهند. همچنین صنایع دیگری در زمینه تولید تجهیزات الکترونیک، کامیون سازی، خودروسازی، تجهیزات نیروگاهی، تسلیحات نظامی، محصولات چوبی، مواد شیمیایی، بافندگی و ماشین‌ابزار در اسلوونی فعالند.
باتوجه به شرایط طبیعی و انسانی موجود اسلوونی نقشی در اقتصاد کشاورزی یوگسلاوی نداشت و در عوض در برگیرندهٔ پیچیده‌ترین و فناوری برترین صنایع یوگسلاوی بود. تنها نیروگاه هسته‌ای یوگسلاوی نیز که احداث آن با اعتراضات دولت‌های همسایه همراه بود در کرچکا و با فناوری بومی به کار افتاد.
اقتصاد این کشور در سال‌های اخیر به لحاظ پایداری و ثبت نسبت به دهه گذشته در وضعیت مطلوبتری قرار گرفته است و اسلوونی با اعمال سیاست بازار آزاد در شرایط حساس اقتصادی منطقه اروپا توانسته خود را به عنوان یک رقیب جدی در برابر دیگر کشورهای صنعتی معرفی کند. کسر هزینه‌های اضافی کار در خطوط تولید، موجب افزایش تمایل صنایع اسلوونی به فناوری‌های برتر، و نیز عوامل موفقیت در صحنه‌های رقابت جهانی شده و به همین سبب زمینه افزایش دستمزدها و سطح رفاه عمومی در این کشور فراهم آمده است.
همچنین، با کاهش ریسک سرمایه‌گذاری در این کشور و ایجاد فضاها و بازار آزاد، روزبه‌روز بر علاقه سرمایه‌گذاران برای مشارکت در طرح‌های بزرگ اقتصادی این کشور افزوده می‌شود.
بندر «کوپر» مهم‌ترین اسکله تجاری و صنعتی اسلوونی است و اراضی اطراف این بندر یکی از مهم‌ترین مناطق ویژه اقتصادی این کشور قلمداد می‌شود.

## مردم
| ترکیب قومی اسلوونی (آمار ۲۰۰۲) | ترکیب قومی اسلوونی (آمار ۲۰۰۲) | ترکیب قومی اسلوونی (آمار ۲۰۰۲) | ترکیب قومی اسلوونی (آمار ۲۰۰۲) | ترکیب قومی اسلوونی (آمار ۲۰۰۲) |
| ------------------------------ | ------------------------------ | ------------------------------ | ------------------------------ | ------------------------------ |
|                                |                                |                                |                                |                                |
| اسلوونیایی                     | اسلوونیایی                     |                                | ۸۳٫۰۶٪                         | ۸۳٫۰۶٪                         |
| صرب                            | صرب                            |                                | ۱٫۹۸٪                          | ۱٫۹۸٪                          |
| کروآت                          | کروآت                          |                                | ۱٫۸۱٪                          | ۱٫۸۱٪                          |
| بوسنیایی                       | بوسنیایی                       |                                | ۱٫۱۰٪                          | ۱٫۱۰٪                          |
| دیگر اقلیت‌ها                   | دیگر اقلیت‌ها                   |                                | ۴٫۸۵٪                          | ۴٫۸۵٪                          |
| نامشخص                         | نامشخص                         |                                | ۸٫۹٪                           | ۸٫۹٪                           |

| باورهای دینی در اسلوونی (۲۰۰۲) | باورهای دینی در اسلوونی (۲۰۰۲) | باورهای دینی در اسلوونی (۲۰۰۲) | باورهای دینی در اسلوونی (۲۰۰۲) | باورهای دینی در اسلوونی (۲۰۰۲) |
| ------------------------------ | ------------------------------ | ------------------------------ | ------------------------------ | ------------------------------ |
|                                |                                |                                |                                |                                |
| کاتولیک                        | کاتولیک                        |                                | ۵۷٫۸٪                          | ۵۷٫۸٪                          |
| نامشخص                         | نامشخص                         |                                | ۲۲٫۸٪                          | ۲۲٫۸٪                          |
| خداناباور                      | خداناباور                      |                                | ۱۰٫۱٪                          | ۱۰٫۱٪                          |
| غیره                           | غیره                           |                                | ۳٫۷٪                           | ۳٫۷٪                           |
| اسلام                          | اسلام                          |                                | ۲٫۴٪                           | ۲٫۴٪                           |
| ارتودکس                        | ارتودکس                        |                                | ۲٫۳٪                           | ۲٫۳٪                           |
| پروتستان                       | پروتستان                       |                                | ۰٫۹٪                           | ۰٫۹٪                           |

 بیشتر مردم اسلوونی از تبار اسلاو هستند و زبان اسلوونیایی نیز از زبان‌های اسلاوی است.

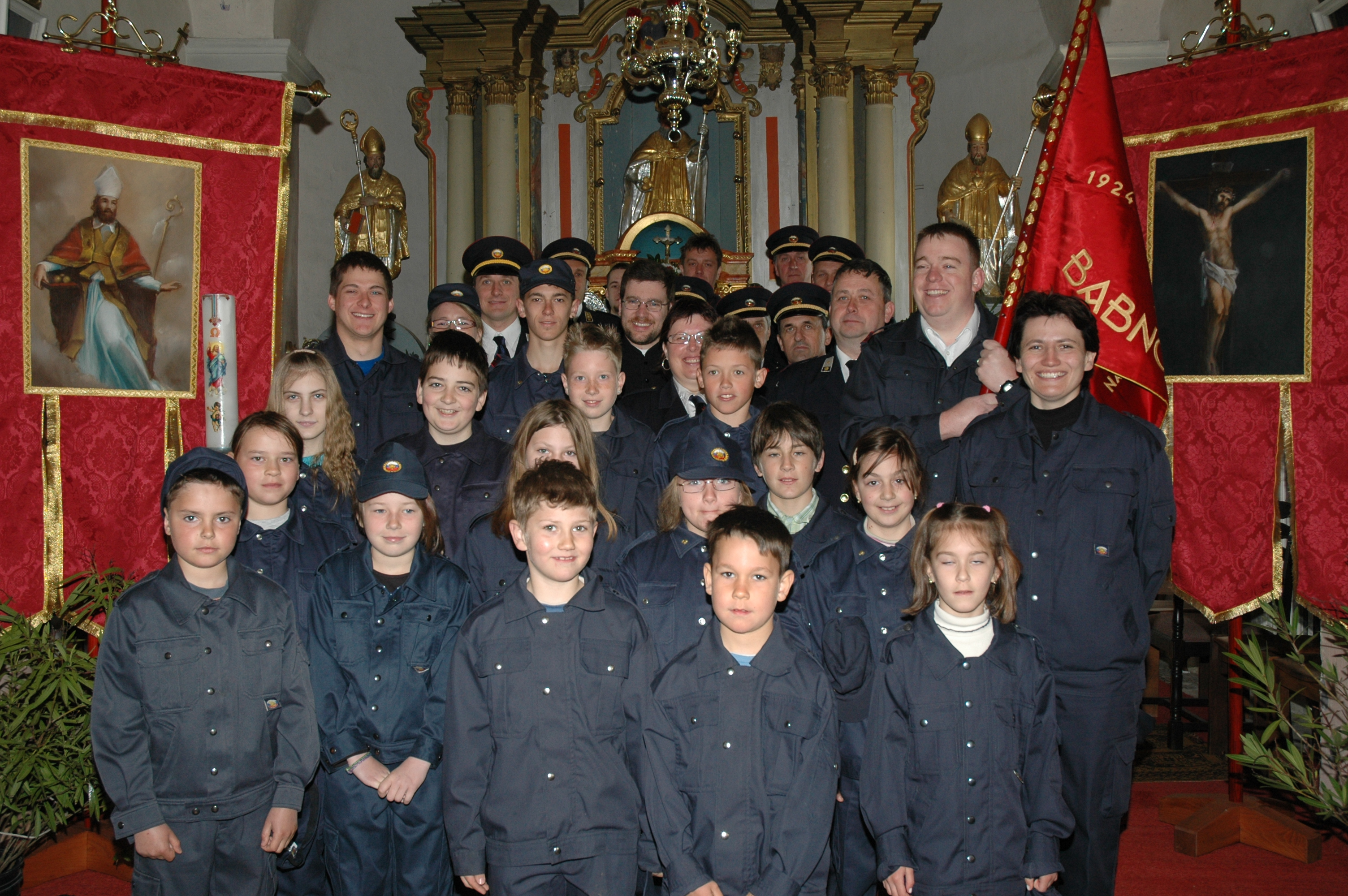
کودکان اسلوونیایی

عدم علاقه‌مندی خانواده‌ها به بچه‌دار شدن و رشد مهاجرت جوانان به سایر کشورهای اروپایی باعث شده که در سال‌های اخیر نرخ رشد جمعیت اسلوونی منفی شود. هم‌اینک نرخ رشد جمعیت این کشور حدود منفی ۰/۸۰ درصد است.
در سال ۲۰۰۹، میزان خودکشی در اسلوونی ۲۲ در هر ۱۰۰ هزار نفر در سال بود که با این حساب اسلوونی در میان بالاترین رتبه‌ها در کشورهای اروپایی در این زمینه قرار دارد. با این حال، از سال ۲۰۰۰ تا سال ۲۰۱۰، نرخ خودکشی‌ها در این کشور حدود ۳۰ درصد کاهش یافته است.
اسلوونی در میان جمهوری‌های یوگسلاوی یک منطقهٔ فرهنگی کاملاً جدا را تشکیل می‌داد. متأثر از همجواری با کشورهای ژرمنی اروپا و اقامت طولانی نیروهای آنان جوانب فرهنگی اسلوونی به کلی با آنچه که در کشورهای شرقی‌تر یوگسلاوی پیشین مشاهده می‌شود متفاوت است. شاخص‌هایی از فرهنگ باروک اروپای مرکزی در کنار اسلوب خاص زندگی مردمان اسلاو چهرهٔ شهرها و روستاهای آن را عموماً حالتی ویژه بخشیده است.
- چشم‌انداز آلپی: دره کرنیستا در نزدیکی کرانیسکا گورا
- چشم‌انداز آلپی: دره کرنیستا در نزدیکی کرانیسکا گورا
- چشم‌انداز پیش‌آلپی: دهکده لابینیه در نزدیکی چرکنو
- مرداب‌های لیوبلیانا، در جنوبی‌ترین قسمت حوضه آبریز لیوبلیانا
- ناحیه «زیرمدیترانه‌ای» اسلوونی:تپه‌های بردا
- اسلوونی دیناری: چرکنیتسا پولیه